# Sōzō
Die Sōzō (jap. 政党そうぞう, Seitō Sōzō; engl.: Political group of OKINAWA revolution) ist eine regionalistische Partei in Japan. Sie vertritt die Interessen Okinawas.
Die Sōzō wurde 2005 vom früheren LDP-Abgeordneten Mikio Shimoji mit Mitgliedern der Kommunalparlamente in Okinawa gegründet, nachdem er bei der Wahl seinen Sitz im Shūgiin zurückgewinnen konnte. Dort bildete er eine gemeinsame Fraktion mit der Neuen Volkspartei. 2008 verließ Shimoji die Sōzō und trat der Neuen Volkspartei bei.
Parteivorsitzender ist seit 2008 Morio Tōma, Abgeordneter im Präfekturparlament Okinawa.